# Taverniera echinata
Taverniera echinata är en ärtväxtart som beskrevs av Mozaff.. Taverniera echinata ingår i släktet Taverniera och familjen ärtväxter. Inga underarter finns listade i Catalogue of Life.